# اسماعیل ادیب خوانساری
اِسماعیل اَدیب خوانساری (زادهٔ ۱۲۸۰ – درگذشتهٔ ۶ فروردین ۱۳۶۱) نخستین خوانندهٔ مرد در رادیوی ملی ایران بود.

## زندگی
اسماعیل ادیب خوانساری فرزند یک روحانی و خوشنویس برجسته به نام «میرزا محمود بن ابی القاسم الخوانساری» و شاگرد عندلیب گلپایگانی (تولایی)، سید عبدالرحیم اصفهانی، حبیب شاطر حاجی، نایب اسدالله (و شاگرد غیرمستقیم طاهرزاده) بود.
ادیب از سال ۱۳۰۳ تا سال ۱۳۰۹ گاه در اصفهان گاه در تهران به سر می‌برد. در سال ۱۳۰۹ وارد خدمات دولتی شد و کار اداری خود را از ۱۶ مهر ماه ۱۳۰۹ در بلدیه که همان شهرداری تهران امروزیست آغاز کرد.
در سال ۱۳۱۹ وقتی برای نخستین بار در ایران رادیو ملی تأسیس شد، در حالی که سی و نهمین سال زندگی را می‌گذراند به عنوان نخستین خواننده مرد رادیوی ملی ایران، به رادیو دعوت شد. او در آن دوران با نوازندگانی چون ابوالحسن صبا، علی اکبر شهنازی، حسین یاحقی، حبیب سماعی، عبدالحسین شهنازی، مهدی خالدی و مرتضی محجوبی همکاری می‌کرد.
آثار او در صفحات گرامافون ۷۸ دور (صفحات سنگی)، آثار رادیویی، آوازها و تصانیف همراه با ساز و ارکستر و تعداد بی‌شماری ضبط‌های خصوصی و خانگی بجا مانده است.
از آوازهای محلی بختیاری (اجرا شده با ارکستر انجمن موسیقی ملی) شلیل و خون دل قابل ذکر است، ادیب خوانساری در برنامه برگ سبز و گل‌های جاویدان هم چندین اجرا داشته است.
او برای هنرش قدر و منزلت زیادی قائل بود، خودش در این باره می‌گوید: «هیچگاه از کسی در ازای خواندن نوا پول نگرفته‌ام؛ زیرا این کار را دون شخصیت یک هنرمند می‌دانم.» از ویژگی‌های منحصر به فرد او می‌توان به دارا بودن زمینهٔ معنوی و عرفانی در آثارش، ادای صحیح شعر و حفظ حالت درونی آن و تکنیک‌های منحصر به فرد در ساختار تحریرها اشاره کرد. در تاریخ ۱۹ فروردین ۱۳۸۶ کتاب "ادیب خوانساری: آوای جاویدان در موسیقی ایران" نوشته شیرین ادیب (دختر ادیب خوانساری) که در ۵ فصل شامل زندگی‌نامه، فعالیت‌های هنری، گفته‌ها، نوشته‌ها و خاطرات ادیب ارائه شده توسط مؤسسه فرهنگی و هنری آوای هنر و اندیشه منتشر شد.

## سالشمار زندگی
۱۲۸۰- تولد در شهر خوانسار
۱۲۹۴- پوشیدن لباس طلبگی - در این ایام با صدای زیبا خود مؤذن مسجد می‌شود.
۱۲۹۵- آغاز تعلیم ردیف‌های آوازی تحت نظر عندلیب گلپایگانی (تولایی)
۱۲۹۸- عزیمت به اصفهان و آغاز تعلیم ردیف، دقایق و ظرایف مکتب آواز اصفهان زیر نظر سید عبدالرحیم اصفهانی - آغاز آشنایی و دوستی با جلال تاج اصفهانی در مکتب سید عبدالرحیم.
۱۳۰۰- آغاز تعلیم زیر نظر نایب اسدالله (نوازنده چیره‌دست نی) جهت آشنایی با شیوه‌های مختلف همراهی ساز با آواز و جواب آواز
۱۳۰۱- تعلیم از میرزا حبیب اصفهانی (شاطر حاجی) که یکی از شاخص‌ترین چهره‌های مکتب آوازی اصفهان بود. در ضمن در همین ایام پیش میرزا حسین خضوعی (ساعت‌ساز) که یکی دیگر از چهره‌های شاخص مکتب آواز اصفهان بود، آواز آموخت.
۱۳۰۲- سفر به مناطق بختیاری و جنوب ایران و آشنایی با زبان، فرهنگ و نغمه‌های محلی لری و بختیاری که بسیار مورد علاقه‌اش بود.
۱۳۰۳- عزیمت به تهران و آشنایی با گروهی از برجسته‌ترین موسیقی دانان - آغاز شاگردی پیش موسیقی‌دانانی چون غلامحسین درویش خان، حسین خان اسماعیل زاده و … - آشنایی با حبیب سماعی، مرتضی محجوبی، موسی معروفی، علی اکبر شهنازی، عبدالحسین شهنازی، مرتضی نی داوود و … - ضبط اولین صفحه گرامافون در سن ۲۳ سالگی به همراهی نی مهدی نوایی
۱۳۰۵- همزمان با آغاز ضبط دور دوم صفحات گرامافون ۷۸ دور از ادیب جوان دعوت به عمل تا صفحاتی را با همکاری نوازندگانی چون مرتضی محجوبی، موسی معروفی، حسین یاحقی و … ضبط کند. - تأسیس جامعه باربد به همت اسماعیل مهرتاش و ادیب خوانساری
۱۳۰۹- آغاز فعالیت‌های اداری (دولتی) با انجام وظیفه در بلدیه (شهرداری) تهران
۱۳۱۰- ضبط صفحاتی به همراهی تار عبدالحسین برازنده
۱۳۱۲- برگزاری کنسرتی به یاد عارف قزوینی با عنوان «یک شب به یاد عارف»
۱۳۱۳- ضبط صفحاتی با کمپانی اودئون
۱۳۱۴- به درخواست خود به مدت ۲ سال از بلدیه تهران به بلدیه اصفهان منتقل می‌شود.
۱۳۱۵- تغییر نام خانوادگی خود از نکیسا به ادیب خوانساری
۱۳۱۶- انتقال مجدد به تهران و انتصاب به سمت مدیریت کل تلفنخانه شمیران به مدت ۲ سال
۱۳۱۸- انجام خدمت در شرکت نفت میهن وابسته به شرکت نفت ایران و انگلیس
۱۳۱۹- به هنگام تأسیس رادیو تهران از اولین خوانندگانی بود که با آن دستگاه همکاری کرد.
۱۳۲۰- با درگذشت حسین خان اسماعیل زاده، دو شاگردش، ادیب خوانساری و حسین قوامی به یاد او برنامه اجرا کردند.
۱۳۲۱- اجرای زنده آواز در رادیو ایران به همراهی ساز نوازندگانی چون مرتضی محجوبی، علی اکبر شهنازی، مهدی خالدی، مرتضی نی داوود، حبیب سماعی و …
۱۳۲۳- با تأسیس انجمن موسیقی ملی به همت روح‌الله مخالفی ادیب گلپایگانی از بدو تأسیس انجمن، با این انجمن همکاری داشت و کنسرتهای متعدی با ارکستر انجمن اجرا کرد.
۱۳۲۴- صفحاتی بعد از جنگ جهانی دوم توسط کمپانی هیز مسترز ویس - ضبط چند صفحه با همکاری ارکستر جواد معروفی
۱۳۲۵- با درگذشت حبیب سماعی، ادیب خوانساری به یاد و گرامیداشت او برنامه اجرا کرد.
۱۳۲۷- ضبط دو صفحه معروف شور و سه گاه به همراهی ارکستر طوطی - انتقال مجدد به شهرداری تهران و ادامه کار با عنوان ریاست بایگانی کل شهرداری تهران
۱۳۲۸- همکاری مجدد با رادیو ایران (پس از چند سال عدم همکاری به دلایل مختلف) - به موجب حکمی به عضویت افتخاری کمیسیون فنی موسیقی رادیو در می‌آید.
۱۳۲۹- ضبط یک اثر نفیس و با ارزش با نوازندگی مرتضی محجوبی، رضا محجوبی و آواز و تنبک ادیب خوانساری
۱۳۳۰- از آغاز این دهه ضبط نوارهای مغناطیسی متعددی را به همراهی ساز نوازندگان مختلف سپری می‌کند، از جمله ضبط اثری نفیس در دستگاه همایون با همکاری ادیب خوانساری، مرتضی محجوبی، حسین یاحقی، رضا ورزنده، لطف‌الله مجد و مهدی غیاثی
۱۳۳۲- کناره‌گیری از رادیو ایران به دلایل مختلف - ضبط ۱۵ نوار با همکاری ادیب خوانساری و مهدی خالدی که پس از چند سال توسط مشیر همایون شهردار، تعدادی از این نوارها از بین خواهد رفت.
۱۳۳۴- همکاری مجدد با رادیو - دعوت به برنامه گل‌ها جهت همکاری با این برنامه وزین - ضبط نواری نفیس در منزل صبا با همکاری ادیب خوانساری، ابوالحسن صبا، حسن کسایی، حسین تهرانی و منوچهر همایون پور
۱۳۴۰- بازنشستگی از شهرداری تهران
۱۳۴۴- خبر درگذشت مرتضی خان محجوبی، ادیب را بسیار متأثر و افسرده می‌کند.
۱۳۴۹- دعوت از ایشان توسط مرکز حفظ و اشاعه موسیقی جهت تدریس در این مرکز (ادیب به دلیل کسالت و بیماری نپذیرفتند)
۱۳۵۱ تا ۱۳۵۵- تعلیم آواز و ردیف آوازی به تعدادی از هنرجویان رادیو در محل رادیو
۱۳۵۳- تجلیل از ادیب خوانساری در مراسمی در تالار رودکی تهران
۱۳۵۶- ضبط یک دوره ردیف آوازی به همراهی تار مرحوم ابراهیم سرخوش
۱۳۶۱- درگذشت ادیب خوانساری (ساعت ۴ صبح روز ششم فروردین ماه ۱۳۶۱)
۱۳۶۲- برگزاری مراسم یادبودی به مناسبت یکمین سالگرد درگذشتش در منزلشان به دخترش، شیرین ادیب (در این مراسم بسیاری از هنرمندان شرکت کردند)

## تدریس و شاگردان
اسماعیل ادیب خوانساری مدتی در مدرسه عالی موسیقی روح‌الله خالقی به تدریس آواز مشغول شد که از جمله احمد ابراهیمی از شاگردان او بود. با پایه‌گذاری مرکز حفظ و اشاعه موسیقی توسط داریوش صفوت در سال ۱۳۴۹ از وی نیز برای تدریس آواز دعوت به عمل آمد. در سال‌های ۱۳۵۱ تا ۱۳۵۵ به دعوت هوشنگ ابتهاج (سایه) که مدیریت موسیقی رادیو ایران را به عهده داشت مدتی را به تعلیم تعدادی از هنرجویان علاقه‌مند به یادگیری آواز در رادیو ایران اختصاص داد. از کسانی که مستقیماً از تعلیمات ادیب بهره گرفته‌اند می‌توان به حسن کسایی، هنگامه اخوان و فخری ملک‌پور اشاره کرد، اکبر گلپایگانی نیز از آموزش‌های ادیب بهره بسیار برده و ظرایف مکتب اصفهان را از او آموخته است.
محمدعلی گلپایگانی (محمد گلریز) برادر کوچکتر اکبر گلپایگانی نیز از آموزش‌های ادیب استفاده بسیار برده است.
حسن کسایی از هنرمندانی است که آثار خصوصی و رادیویی زیادی با ادیب دارد. در سالهای ۱۳۳۴ تا ۱۳۳۵ به مدت یک سال در تهران و در خانه ادیب بود و از وی درس می‌گرفت. پس از اینکه به اصفهان بازگشت شعر زیر را سرود:
| اگرچه در همه آفاق شهره‌ام به هنر |  | کنون چه چاره که هستم به شهر خویش غریب |
| مرا ز خطه ری خاطرات شیرینیست    |  | که روزهای خوشی بود در حضور ادیب       |

## ترانه‌شناسی ادیب خوانساری
ترانه‌شناسی ادیب‌خوانساری بر روی صفحات سنگی ۷۸ دور را می‌توان از لحاظ زمانی به چهار دوره تقسیم کرد:
- توسط کمپانی هیزمسترزویس، تهران، زمستان ۱۳۰۶ خ.
- توسط کمپانی هیزمسترزویس، تهران، تابستان ۱۳۰۸ خ.
- توسط کمپانی بایدافون، تهران، اوایل ۱۳۰۹ خ.
- توسط کمپانی هیزمسترزویس، تهران، ۱۳۲۶ خ.

در مجموع آثار ضبط شده از ادیب خوانساری بر روی صفحات سنگی گرامافون ۷۸ دور، ۸۰ روی صفحه می‌باشد.
۶ آلبوم از مجموعه آثار موسیقایی «اسماعیل ادیب خوانساری» ۲۵ سال پس از درگذشت او به شرح زیر منتشر شده است:
1. در سی‌دی نخست این آلبوم، آوازهای ادیب خوانساری در بیات ترک، اصفهان، ماهور شکسته و ماهور دلکش، شور و صدا همراه با تار «موسی معروفی»، «کرد بیات»، «چهارگاه»، «مخالف چهارگاه» و «نوا» همراه با ویولن «حسین یاحقی»، افشاری و نوا، همراه با نی «مهدی نوایی» و بیات اصفهان و با همراهی تار «عبدالحسین برازنده» اجرا شده است
2. همچنین در سی‌دی دوم این مجموعه نیز آوازهایی در دشتی و همایون با پیانوی «مرتضی محجوبی»، شور با ویولن «رضا محجوبی»، سه‌گاه و شور همراه با ارکستر طاطایی، دشتی و رهاوندی با تار «عبدالحسین شهنازی»، ابوعطا با سنتور «قباد ظفر» و شلیل با ارکستر انجمن موسیقی ملی همراهی شده است.[۱۳]
3. در سی دی سوم از این مجموعه، آوازهای ادیب خوانساری در دستگاه همایون با پیانوی مرتضی محجوبی، سنتور رضا ورزنده، ویولن حسین یاحقی، و تار لطف‌الله مجد در سال ۱۳۳۰ و بیداد همایون، شوشتری- منصوری و شور با سنتور رضا ورزنده در سال‌های نخست دهه ۳۰ اجرا و ضبط شده است.
4. در سی دی چهارم نیز آوازهایی در بیات ترک، بیات اصفهان، شوشتری، بختیاری و بیداد همایون، با کمانچه اصغر بهاری در سال ۱۳۳۶ اجرا و ضبط شده است.[۱۴]
5. در سی دی ۵ آوازهای ادیب خوانساری در دستگاه ماهور و همایون (مثنوی) همراه با نی حسن کسایی؛ مثنوی در شور همراه با نی حسن کسایی، تار لطف‌الله مجد و تمبک حسین تهرانی؛ اجرا شده است.
6. در سی دی ۶ آوازهایی در افشاری همراه با سه‌تار ابوالحسن صبا، نی حسن کسایی و تنبک حسین تهرانی؛ بیات ترک همراه با سه‌تار ابوالحسن مشیرمعظم افشار؛ بیات اصفهان و شور همراه با سه‌تار ارسلان درگاهی به اجرا درآمده است.[۱۵]

آثار ضبط شده ادیب خوانساری موجود در آرشیو رادیو، توسط مشیر همایون شهردار، رئیس وقت موسیقی رادیو به دلیل کدورت قدیمی با وی پاک شد و از بین رفت و به این ترتیب گنجینه مهمی از موسیقی اصیل ایرانی نابود شد. آثاری که از او باقی مانده، ضبط‌های خصوصی و خانگی و ردیف آوازی وی است که در سال‌های کهولت وی ضبط شده و به جا مانده است.
جمله زیر نقلی است از ادیب خوانساری:
روزگاری، زندگی‌ام را به پای هنر قربانی کردم و حالا زندگی‌ام دارد هنرم را قربانی می‌کند.

## بیماری و مرگ
ادیب خوانساری سال‌های متمادی به‌خاطر بیماری ریوی از تنگی نفس رنج می‌برد؛ در سال‌های ۱۳۵۳ و ۱۳۵۴ دو بار تحت عمل جراحی ریه قرار گرفت و هر از گاه دچار مشکلات قلبی و تنفسی می‌شد. او سرانجام روز ششم فروردین سال ۱۳۶۱ در سن ۸۱ سالگی پس از این‌که مدت‌ها دچار ضعف جسمانی و بیمار و بستری بود، درگذشت. آرامگاه وی در بهشت زهرا، قطعه ۹۱ ردیف ۱۰۳ شماره ۴ قرار دارد.